# Natchitoches
Natchitoches è una città statunitense della Louisiana, situata nella parrocchia omonima. Al censimento del 2000 contava 17 865 abitanti.